# حمد بدر
حمد بدر هو سباح بحريني. تنافس في سباق 100 متر حرة للرجال في دورة الألعاب الأولمبية الصيفية 1984 في لوس أنجلوس بالولايات المتحدة.

## روابط خارجية
- حمد بدر على موقع أوليمبيديا (الإنجليزية)